# 슈퍼 마리오 어드벤처스
《슈퍼 마리오 어드벤처스》(Super Mario Adventures)는 1992년에 발행된 앤솔러지 만화이다. 닌텐도의 《슈퍼 마리오》 시리즈의 등장인물을이 출연하며 대체적으로 《슈퍼 마리오 월드》에 기반했다. 작화는 필명 '찰리 노자와'을 사용한 사쿠라 다마키치가 담당했으며 원작은 다케쿠마 겐타로가 맡았다. 본래 닌텐도의 북미 월간잡지 〈닌텐도 파워〉를 통해 1992년 1월부터 12월까지 연재됐다. 일본에서는 〈코로코로 코믹〉을 통해 《마리오의 대모험》이라는 제목으로 연재됐다.
비디오 게임과 유사하게 마리오와 루이지 형제가 주인공으로 등장하며 쿠파가 피치 공주를 납치해 결혼하는 것을 막고 구출하는 내용을 다뤘다. 《젤다의 전설 신들의 트라이포스》 만화판와 동일시대에 연재됐다. 연재 종료 직후인 1993년 1월 《슈퍼 마리오 랜드 2: 6개의 금화》에 기반한 단편만화 《마리오 vs. 와리오》가 발행됐다.
1993년 7월, 전12화 및 《마리오 vs. 와리오》를 수록한 그래픽 노블판이 예약판매를 통해 출판됐다. 2016년에 비즈 미디어가 《슈퍼 마리오 어드벤처스》를 재출간했다.

## 같이 보기
- 마리오 (시리즈)

## 참조

### 주해
1. ↑  일본어: マリオの大冒険